# Chris Philipps
Pour les articles homonymes, voir Philipps.
Chris Philipps, né le 8 mars 1994 à Wiltz (Luxembourg), est un footballeur international luxembourgeois qui joue au poste de défenseur mais aussi milieu défensif au FC Wiltz 71.

## Biographie

### FC Metz (2007-2018)
Commençant sa carrière dans les catégories de jeunes à l'Etzella Ettelbruck, il est remarqué puis recruté par le FC Metz en 2007, à l'occasion de matches amicaux disputés face au club lorrain. Il poursuit sa formation au sein des équipes de jeunes avant de disputer son premier match au sein de l'équipe réserve (CFA) face à l'US Roye le 1er septembre 2012.
En mars 2013, il signe un contrat professionnel de 5 ans avec le FC Metz lorsque les messins sont en National pour la première fois de leur histoire et jouera un match avec le groupe professionnel qui retrouve la Ligue 2 en mai 2013 en terminant deuxième. Il participera à 5 rencontres lors de l'exercice suivant sous les ordres d'Albert Cartier et décrochera même le titre de champion de France de Ligue 2 avec son club promu.
Il est international luxembourgeois depuis le 29 février 2012, date de sa première sélection, obtenue face à la Macédoine (victoire 2-1).
Lors de la saison 2014-2015, il joue 9 matchs en Ligue 1 avec le FC Metz qui a retrouvé l'élite sept après l'avoir quitté. Le club grenat terminera avant-dernier du championnat et se verra donc retrouver la Ligue 2 un an après l'avoir quitté. Il ne participera pas à la remontée de son club en Ligue 1 puisqu'il est prêté pour toute la saison au Preußen Münster en troisième division allemande et y jouera 25 rencontres.
En 2016-2017, il fait partie du groupe professionnel du FC Metz mais un bon mercato mosellan avec de nombreux joueurs d'expérience du championnat de France l'empêche de fouler les pelouses de Ligue 1. Mais lors de la 9e journée de championnat, à la suite de plusieurs blessures et suspensions dans l'effectif grenat, il est titularisé pour son premier match de la saison à Marseille (défaite 1-0 de Metz) dans un match où il a livré une prestation correcte. Il quitte le FC Metz le 31 janvier 2018.

### Legia Varsovie (2018-2020)
Dans les dernières heures du mercato hivernal de janvier 2018, Chris Philipps est transféré au Legia Varsovie en Pologne et signe un contrat de trois ans et demi. Lors de son passage en Pologne, il remporte le titre  de Champion de Pologne en 2018 et gagne la Coupe de Pologne de la même année.

### Lommel SK (2020)
Le 3 janvier 2020, Chris Philipps rejoint le club de Lommel SK, pensionnaire de Division 1B dans le cadre d'un transfert libre.

### FC Wiltz 71 (depuis 2021)
Après un passage difficile au Lommel SK, et à cause de la situation sanitaire liée au Covid-19, Chris Philipps se retrouve sans club à l'été 2020. Il s'engage finalement au FC Wiltz en espérant pouvoir rebondir et retrouver un championnat professionnel.

## Palmarès

### FC Metz
- Champion de France de Ligue 2 : 2014

### Legia Varosvie
- Champion de Pologne en 2018
- Vainqueur de la Coupe de Pologne en 2018